# بینهم هیل
بینهم هیل (به انگلیسی: Benham Hill) یک روستا در بریتانیا است که در بارکشر غربی واقع شده‌است.